# Eberardo Ludovico di Württemberg
Eberardo Ludovico di Württemberg (Stoccarda, 18 settembre 1676 – Ludwigsburg, 31 ottobre 1733) fu il decimo duca di Württemberg, dal 1692 al 1733.

## Biografia

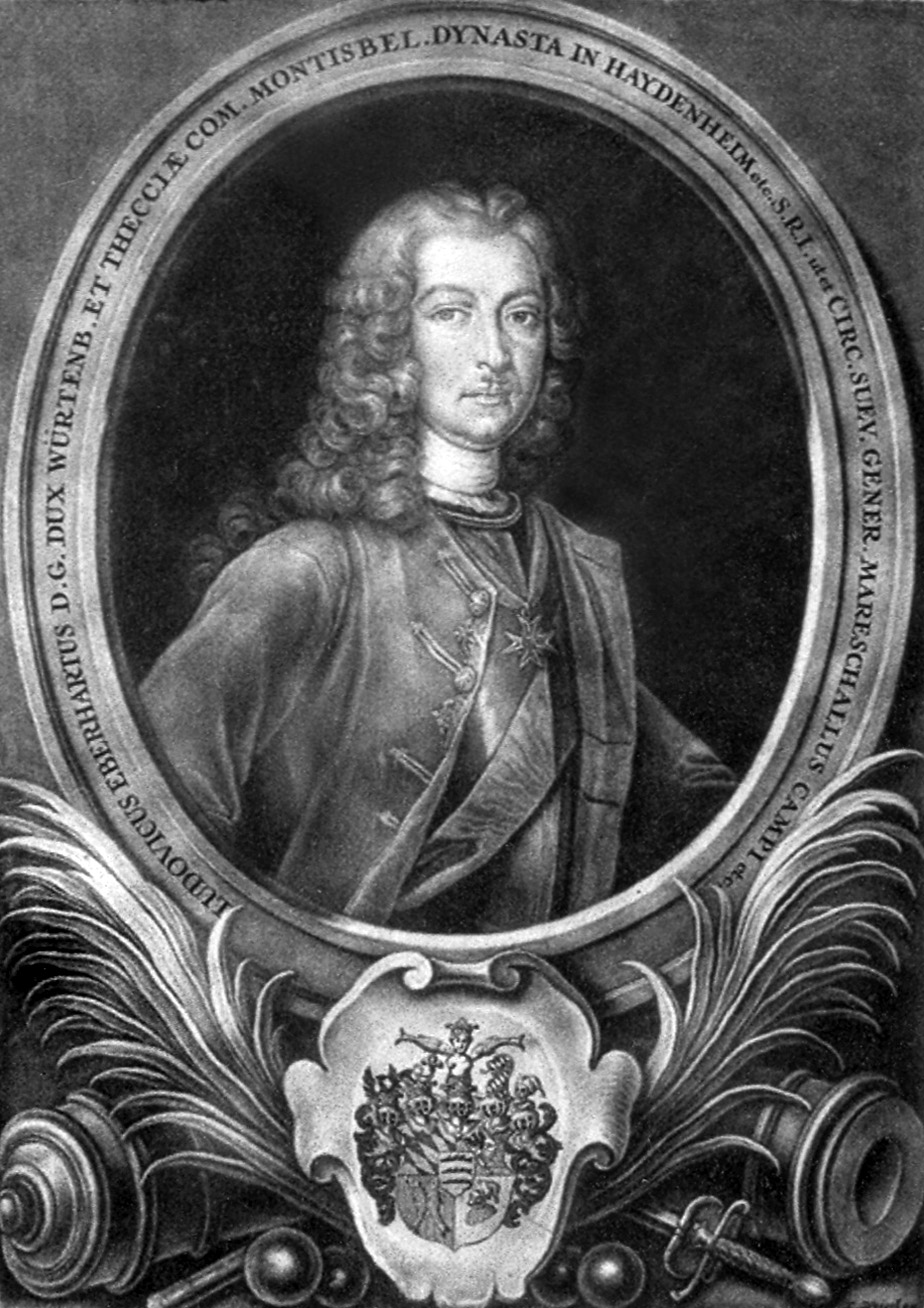
Eberardo Ludovico del Württemberg in una stampa d'epoca

Eberardo Ludovico era il figlio terzogenito del duca Guglielmo Ludovico e di sua moglie, Maddalena Sibilla d'Assia-Darmstadt. Alla prematura ed inaspettata morte del padre, avvenuta nel 1677, e dei fratelli maggiori infanti, egli venne chiamato ad ascendere al trono di famiglia a meno di un anno di età, ma la corte decise di affiancargli la reggenza dello zio, Federico Carlo di Württemberg-Winnental.
Ottenne il potere effettivo all'età di sedici anni nel 1693 per diretto intervento dell'imperatore Leopoldo I. Il giovane duca non mostrò mai un grande interesse per gli affari di stato e preferì andare a caccia, lasciando l'amministrazione del ducato nelle mani dei suoi consiglieri. Venne descritto dai contemporanei come una personalità superficiale e facilmente influenzabile
Nel 1697, sposò Giovanna Elisabetta di Baden-Durlach.
La sicurezza del ducato si basava su un forte e stabile esercito, con il quale il duca partecipò alla battaglia di Blenheim, scontro nel quale ottenne anche la carica di comandante in capo delle armate del Reno nelle file degli imperiali. Nel 1707 divenne feldmaresciallo ed ebbe il comando delle truppe della Svevia durante la guerra di successione spagnola.
Poco prima del 1700, fece visita a Luigi XIV di Francia nella Reggia di Versailles e venne influenzato dal modello del sovrano francese: insieme al suo consiglio tentò di trasformare il Württemberg in uno stato assolutista. Rialzò le tasse, ma le scarse finanze continuarono ad essere per lui un pesante ostacolo alle sue riforme. Nel 1704, incominciò la fondazione del Castello di Ludwigsburg e per salvare le casse dello stato, promise a coloro che avressero collaborato alla costruzione dell'edificio la possibilità di abitare nelle vicinanze del palazzo per 15 anni senza pagare alcuna tassa. Il provvedimento determinò il rapido sviluppo della città di Ludwigsburg intorno alla nuova residenza.

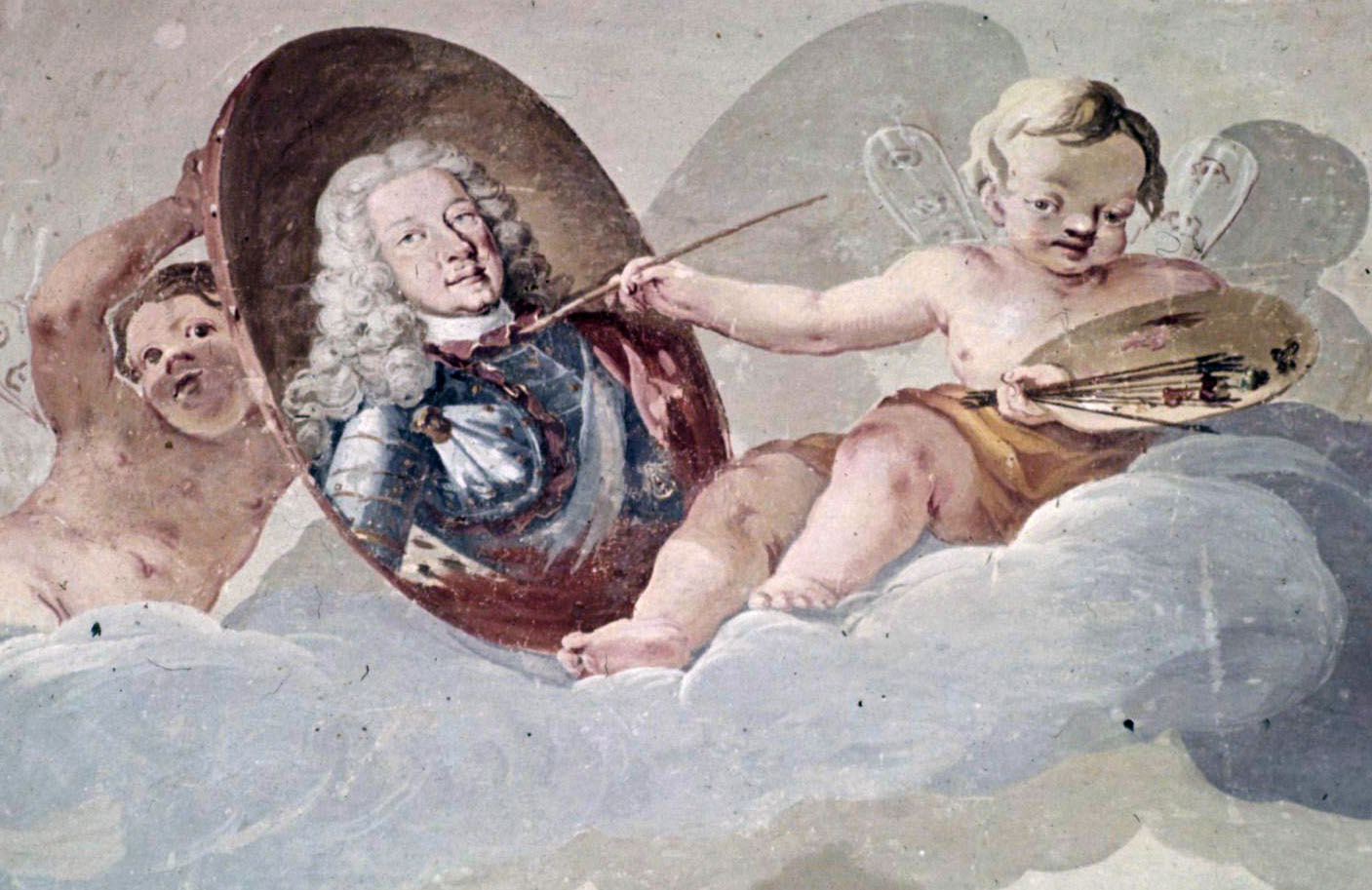
Un cherubino dipinge il ritratto del duca Eberardo Ludovico in un affresco del 1711 realizzato da Luca Antonio Colombo nel palazzo di Ludwigsburg.

Dal 1711, Eberardo Ludovico trascorse gran parte del proprio tempo a Ludwigsburg, normalmente in compagnia della propria amante, Guglielmina di Grävenitz, che aveva sposato nel 1707. A causa delle pressioni dell'imperatore, il matrimonio era stato tuttavia frettolosamente annullato, e la Grävenitz era stata inviata in esilio in Svizzera, dove il duca la seguì nel 1710. All'influente amante venne quindi permesso di tornare alla corte reale, ma con l'obbligo di sposare un altro uomo, il conte di Würben. Per oltre vent'anni, la contessa Grävenitz ebbe una forte influenza sul governo dello stato, e fu lei che, assieme ad Eberardo Ludovico, prese la decisione di spostare la corte e la capitale del ducato da Stoccarda alla nuova città di Ludwigsburg. La duchessa Giovanna Elisabetta di Baden Durlach rimase al palazzo reale di Stoccarda.
A causa della prematura scomparsa dell'erede primogenito, Federico Luigi del Württemberg, nel 1731, il governo dello stato rischiava di passare in mani cattoliche (gli unici suoi cugini erano di tale fede), mentre la famiglia ducale era di protestante: il duca si allontanò quindi progressivamente dall'amante e si rivolse di nuovo alla moglie Giovanna Elisabetta, nella speranza di averne un nuovo erede legittimo. Tuttavia alla sua morte a Ludwigsburg a causa di un infarto il 31 ottobre 1733, egli non lasciò alcun erede e il ducato passò nelle mani del nipote Carlo Alessandro della linea dei Wurttemberg-Winnental, che si era convertito al cattolicesimo.

## Ascendenza
|                                       |                              |                                   | Genitori                            |  |  | Nonni |  |  | Bisnonni                         |  |  | Trisnonni                 |  |
|                                       |                              |                                   |                                     |  |  |       |  |  | Giovanni Federico di Württemberg |  |  | Federico I di Württemberg |  |
|                                       |                              |                                   |                                     |  |  |       |  |  | Giovanni Federico di Württemberg |  |  | Federico I di Württemberg |  |
|                                       |                              | Sibilla di Anhalt                 |                                     |  |  |       |  |  | Giovanni Federico di Württemberg |  |  |                           |  |
| Eberardo III di Württemberg           |                              |                                   |                                     |  |  |       |  |  | Giovanni Federico di Württemberg |  |  |                           |  |
|                                       |                              | Barbara Sofia di Brandeburgo      | Gioacchino Federico di Brandeburgo  |  |  |       |  |  |                                  |  |  |                           |  |
|                                       |                              | Barbara Sofia di Brandeburgo      | Gioacchino Federico di Brandeburgo  |  |  |       |  |  |                                  |  |  |                           |  |
|                                       |                              | Barbara Sofia di Brandeburgo      | Caterina di Brandeburgo-Küstrin     |  |  |       |  |  |                                  |  |  |                           |  |
| Guglielmo Ludovico di Württemberg     |                              | Barbara Sofia di Brandeburgo      |                                     |  |  |       |  |  |                                  |  |  |                           |  |
|                                       |                              | Giovanni Casimiro di Salm-Kyrburg | Ottone I di Salm-Kyrburg            |  |  |       |  |  |                                  |  |  |                           |  |
|                                       |                              | Giovanni Casimiro di Salm-Kyrburg | Ottone I di Salm-Kyrburg            |  |  |       |  |  |                                  |  |  |                           |  |
|                                       |                              | Giovanni Casimiro di Salm-Kyrburg | Ottilia di Nassau-Weilburg          |  |  |       |  |  |                                  |  |  |                           |  |
| Anna Caterina Dorotea di Salm-Kyrburg |                              | Giovanni Casimiro di Salm-Kyrburg |                                     |  |  |       |  |  |                                  |  |  |                           |  |
|                                       |                              | Dorotea di Solms-Laubach          | Giovanni Giorgio di Solms-Laubach   |  |  |       |  |  |                                  |  |  |                           |  |
|                                       |                              | Dorotea di Solms-Laubach          | Giovanni Giorgio di Solms-Laubach   |  |  |       |  |  |                                  |  |  |                           |  |
|                                       |                              | Dorotea di Solms-Laubach          | Margherita di Schönburg-Glauchau    |  |  |       |  |  |                                  |  |  |                           |  |
| Eberardo Ludovico di Württemberg      |                              | Dorotea di Solms-Laubach          |                                     |  |  |       |  |  |                                  |  |  |                           |  |
|                                       | Giorgio II d'Assia-Darmstadt | Luigi V d'Assia-Darmstadt         |                                     |  |  |       |  |  |                                  |  |  |                           |  |
|                                       | Giorgio II d'Assia-Darmstadt | Luigi V d'Assia-Darmstadt         |                                     |  |  |       |  |  |                                  |  |  |                           |  |
|                                       | Giorgio II d'Assia-Darmstadt | Maddalena di Brandeburgo          |                                     |  |  |       |  |  |                                  |  |  |                           |  |
| Luigi VI d'Assia-Darmstadt            | Giorgio II d'Assia-Darmstadt |                                   |                                     |  |  |       |  |  |                                  |  |  |                           |  |
|                                       |                              | Sofia Eleonora di Sassonia        | Giovanni Giorgio I di Sassonia      |  |  |       |  |  |                                  |  |  |                           |  |
|                                       |                              | Sofia Eleonora di Sassonia        | Giovanni Giorgio I di Sassonia      |  |  |       |  |  |                                  |  |  |                           |  |
|                                       |                              | Sofia Eleonora di Sassonia        | Maddalena Sibilla di Hohenzollern   |  |  |       |  |  |                                  |  |  |                           |  |
| Maddalena Sibilla d'Assia-Darmstadt   |                              | Sofia Eleonora di Sassonia        |                                     |  |  |       |  |  |                                  |  |  |                           |  |
|                                       |                              | Federico III di Holstein-Gottorp  | Giovanni Adolfo di Holstein-Gottorp |  |  |       |  |  |                                  |  |  |                           |  |
|                                       |                              | Federico III di Holstein-Gottorp  | Giovanni Adolfo di Holstein-Gottorp |  |  |       |  |  |                                  |  |  |                           |  |
|                                       |                              | Federico III di Holstein-Gottorp  | Augusta di Danimarca                |  |  |       |  |  |                                  |  |  |                           |  |
| Maria Elisabetta di Holstein-Gottorp  |                              | Federico III di Holstein-Gottorp  |                                     |  |  |       |  |  |                                  |  |  |                           |  |
|                                       |                              | Maria Elisabetta di Sassonia      | Giovanni Giorgio I di Sassonia      |  |  |       |  |  |                                  |  |  |                           |  |
|                                       |                              | Maria Elisabetta di Sassonia      | Giovanni Giorgio I di Sassonia      |  |  |       |  |  |                                  |  |  |                           |  |
|                                       |                              | Maria Elisabetta di Sassonia      | Maddalena Sibilla di Hohenzollern   |  |  |       |  |  |                                  |  |  |                           |  |
|                                       |                              | Maria Elisabetta di Sassonia      |                                     |  |  |       |  |  |                                  |  |  |                           |  |